# Luis Otsuka Salazar
Luis Otsuka Salazar (Puerto Maldonado; 8 de julio de 1951) es un empresario, minero y político peruano de ascendencia japonesa. Es el actual gobernador regional de Madre de Dios desde el 1 de enero del 2023, cargo que ocupó anteriormente en el periodo 2015-2018.

## Biografía
Nació en Puerto Maldonado, el 8 de julio de 1951. Es hijo de Hirotomi Otsuka Sato y de Alejandrina Salazar Islas, su padre era descendiente de inmigrantes japoneses.
Cursó sus estudios primarios y secundarios en su ciudad natal. Luego inicio estudios de derecho en la Universidad de San Martín de Porres sin culminar la carrera.

## Carrera política
Su primera participación política fue en las elecciones municipales de 1993 cuando fue candidato a la alcaldía de la provincia de Tambopata sin éxito.

### Gobernador de Madre de Dios
En el 2014 postuló a las elecciones regionales para el Gobierno Regional de Madre de Dios con el partido político Democracia Directa. En la primera vuelta, celebrada el 5 de octubre quedó en el primer lugar de las preferencias electorales, delante del candidato Simón Horna. Al no haber alcanzado ninguno de los candidatos el 30% de los votos emitidos, Otsuka y Horna compitieron en la segunda vuelta por la presidencia regional. El 7 diciembre fue elegido presidente de la región Madre de Dios en la segunda vuelta de las elecciones regionales para el periodo 2015-2018.
En las elecciones regionales del 2022, volvió a postular al Gobierno Regional de Madre de Dios como miembro del partido Avanza País. Otsuka logró nuevamente ser elegido gobernador para el periodo 2023-2026.
Como gobernador, ejecutó acciones para evitar el desabastecimiento de agua potable en la localidad de Puerto Maldonado. También cuestionó al gobierno de la presidenta Dina Boluarte por la deuda de maestros en la región Madre de Dios y por el Caso Rolex.
En el año 2024, Luis Otsuka renunció al partido Avanza País para luego afiliarse al partido Somos Perú.

## Controversias
Durante su gestión fue sindicado como operador político de extractores de oro ilegal en ese departamento así como de haber organizado paros mineros que terminaron con varios muertos.
Durante el comienzo de la convulsión social en el Perú, en enero del 2023, un grupo de manifestantes atacaron su casa por su cercanía al gobierno de Dina Boluarte y este se defendió disparando a una turba de atacantes.